# Taudactylus liemi
Espèce
Statut de conservation UICN

 NT  : Quasi menacé
Taudactylus liemi est une espèce d'amphibiens de la famille des Myobatrachidae.

## Répartition
Cette espèce est endémique du centre-Est du Queensland. Elle se rencontre entre 180 et 1 250 m d'altitude dans le parc national d'Eungella,.

## Étymologie
Son nom d'espèce lui a été donné en référence à David S. Liem, biologiste australien.

## Publication originale
- Ingram, 1980 : A new frog of the genus Taudactylus (Myobatrachidae) from mid-eastern Queensland with notes on the other species of the genus. Memoirs of the Queensland Museum, vol. 20, p. 111-119.